# De tre gracerna (Rubens)
De tre gracerna är en målning av den flamländske barockkonstnären Peter Paul Rubens som är utställd på Pradomuseet i Madrid. Den utfördes 1630–1635 i olja på ekpannå och är 220,5 cm hög och 182 cm bred. Rubens utförde en annan version av samma motiv tillsammans med Jan Brueghel den yngre, som verkade i hans ateljé. Den utfördes cirka 1620–1625 och ingår i Nationalmuseums samlingarna i Stockholm.

## Analys av tavlan
Liksom i andra målningar med mytologiskt motiv, målar Rubens det så mycket mer annorlunda än de konstnärer som varit före honom. Detta arbete, som brukar anses markera början av det flamländska måleriet, är en motsats till den tidigare Gracerna av Raphael som kännetecknas av en allmän känsla av kyskhet. Rafaels gracer föreställer Zeus döttrar och kan sägas vara typisk för tidens skönhetsideal medan Rubens visar en mer sensuell skönhet. Aglaia, Thalia och Euphrosyne var för Rubens inte mer än en ursäkt för att måla tre ”akademiska” kvinnor, en reproduktion av hans vanliga modellers sprudlande kroppsformer.
Kompositionen följer den klassiska modellen och visar gracerna helt nakna och tillsammans, men förhållandet mellan de tre personerna som håller varandra i armarna, den genomskinliga slöjan som täcker dem, och deras utseende, ger psykologiskt sett en ny sammanhållning av gruppen. Kompositionen med de tre gracerna bildar en triangel, och den mellersta gracen vänder ryggen åt betraktaren, med huvudet vänt och stödjande på sina väninnor.
De tre vackra kvinnorna kännetecknas av en mjukhet i huden och med yppiga konturer. De verkar snarare vara tre otvungna backanter än den grekiska mytologins pryda chariter. Bortsett från dessa realistiska drag präglas kompositionen av den elegans med vilken mästaren från Flandern har grupperat de tre kvinnorna, och hans djupa kunskap framträder tydligt i det sätt han har utformat kropparnas mjukhet, rundhet och fräschhet. De lätta hudtonerna utstrålar ljus till resten av verket. Trion är omgiven av ett träd till vänster och ett gyllene ymnighetshorn till höger, från vilket strömmar vatten, med en blomstergirland i toppen.
Till detta kommer en magnifik varm färg, glänsande och ljus mot en fond av ett pittoreskt landskap av stor subtilitet. I landskapet kan man urskilja små betande djur.
Det sägs att minst en av personerna är en avbildning av Rubens andra hustru, Hélène Fourment, eller till och med variationer av hans hustrus ansikte. Andra tror sig känna igen ansiktsdragen hos målarens två hustrur Isabella Brant och den redan nämnda Helena Fourment.
Tavlan införskaffades av kung Filip IV av Spanien efter målarens död (30 maj 1640) när målarens tillgångar såldes ut. Målningen prydde en av salarna i Alcázar de Madrid och kom till Museo del Prado under 1800-talet.

### Allmänna källor
- Innehållet i denna artikel innehåll material från Diccionario Enciclopédico Hispano-Americano från 1898, som är Public domain (spanska)
- Cirlot, L. (dir.), Museo del Prado I, Col. «Museos del Mundo», Tomo 6, Espasa, 2007. ISBN 978-84-674-3809-3, pág. 185 (spanska)